# دومنیک مفرت
 دومنیک مفرت (انگلیسی: Dominik Meffert؛ زادهٔ ۹ آوریل ۱۹۸۱) یک تنیس‌باز اهل آلمان است.